# Peucedanum album
Peucedanum album är en flockblommig växtart som beskrevs av Jean Louis Marie Poiret. Peucedanum album ingår i släktet siljor, och familjen flockblommiga växter. Inga underarter finns listade i Catalogue of Life.